# Didymocarpus grandidentatus
Didymocarpus grandidentatus là một loài thực vật có hoa trong họ Tai voi. Loài này được (W.T.Wang) W.T.Wang mô tả khoa học đầu tiên năm 1984.